# نیگاتا
نیگاتا (به ژاپنی: 新泻市) پایتخت و پرجمعیت‌ترین شهر استان نیگاتا در کشور ژاپن است.
این شهر در ناحیهٔ شمال غربی جزیرهٔ هونشو -بزرگ‌ترین جزیرهٔ ژاپن- واقع شده‌است. شهر بندری نیگاتا که از قدمت تاریخی برخوردار است، امروزه به‌عنوان یکی از بنادر آزاد ژاپن شناخته می‌شود.

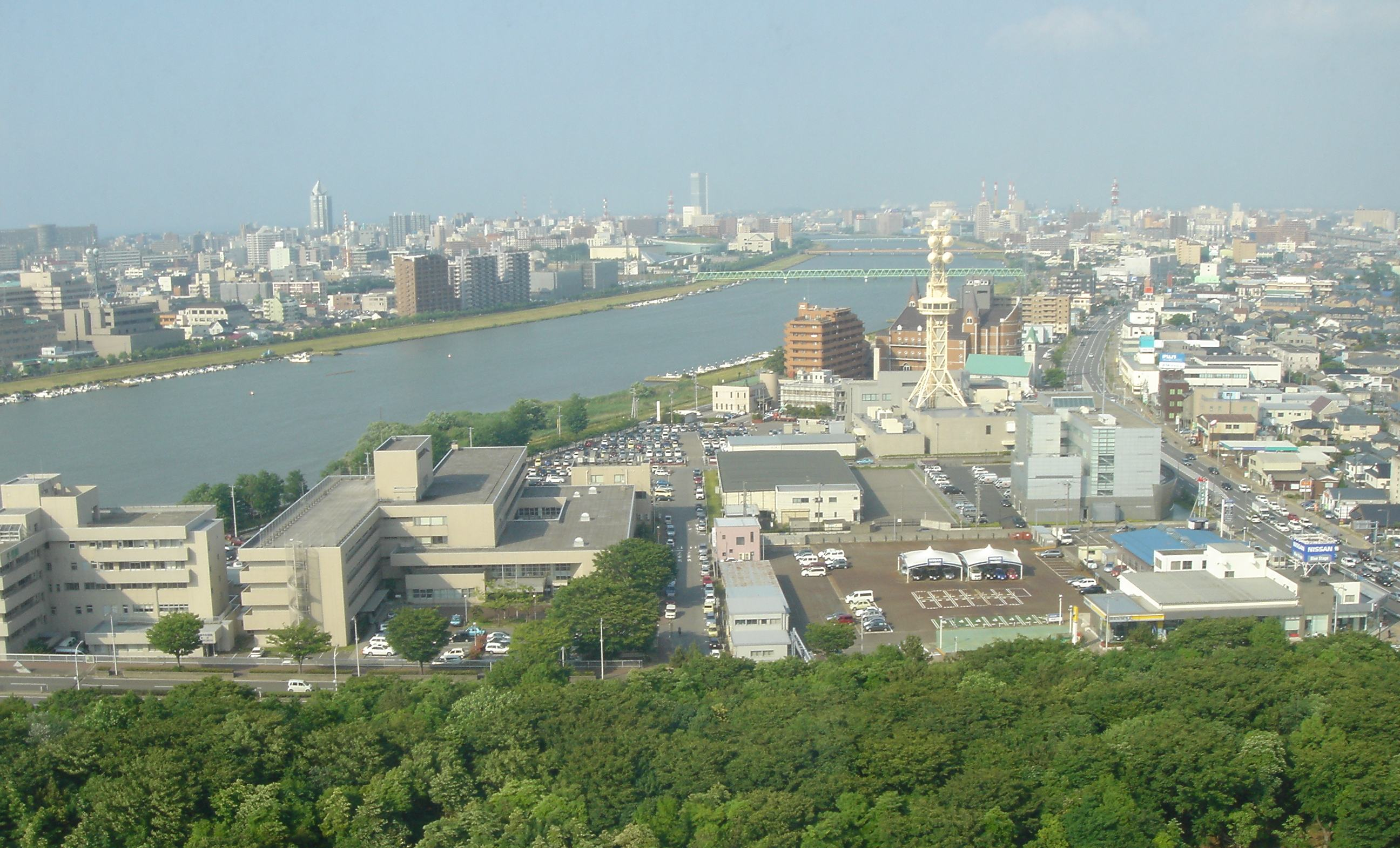
نیگاتا.

شهرداری نیگاتا در سال ۱۸۸۹ میلادی تأسیس شده‌است و جمعیت این شهر در سال ۲۰۰۵ میلادی به ۸۱۰٬۰۰۰ نفر رسیده‌است. مناطق پیرامون نیگاتا را شالیزارهای برنج نشکیل می‌دهند و این شهر بزرگ‌ترین تولیدکنندهٔ برنج در سطح ژاپن به‌شمار می‌رود. در آوریل ۲۰۰۷ میلادی این شهر به یکی از شهرهای برگزیده توسط حکم دولتی در ژاپن تبدیل شد و به‌عنوان اولین شهر برگزیده در سطح جزیرهٔ هونشو شناخته شد.
در ۱۶ ژوئن ۱۹۶۴، زلزله ای به بزرگی ۷٫۵ ریشتر در این شهر به وقوع پیوست که علی‌رغم به بار آوردن خسارات وسیع، تلفات جانی زیادی در پی نداشت.
این زلزله توجه مهندسین را به پدیده روانگرایی خاک جلب کرد.